# Siriné Doucouré
Siriné Ckene Doucouré (Nogent-sur-Marne, 8 aprile 2002) è un calciatore francese naturalizzato maliano, attaccante del Laval, in prestito dal Lorient, e della nazionale maliana.

## Caratteristiche tecniche
Attaccante dal fisico imponente, veloce in campo aperto, può essere impiegato anche come ala; ha dichiarato di ispirarsi a Didier Drogba.

## Carriera
Cresciuto nei settori giovanili di Paris FC e Châteauroux, il 9 giugno 2020 firma il primo contratto professionistico con il club rossoblù, di durata triennale; il 2 febbraio 2021 segna le prime reti in carriera, marcando una doppietta in occasione dell'incontro di Ligue 2 vinto per 4-0 contro il Chambly.
Il 1º settembre 2022 viene acquistato dal Lorient, con cui si lega per quattro anni.

## Statistiche

### Presenze e reti nei club
Statistiche aggiornate all'11 febbraio 2023.
| Stagione           | Squadra            | Campionato         | Campionato | Campionato | Coppe nazionali | Coppe nazionali | Coppe nazionali | Coppe continentali | Coppe continentali | Coppe continentali | Altre coppe | Altre coppe | Altre coppe | Totale | Totale |
| Stagione           | Squadra            | Comp               | Pres       | Reti       | Comp            | Pres            | Reti            | Comp               | Pres               | Reti               | Comp        | Pres        | Reti        | Pres   | Reti   |
| ------------------ | ------------------ | ------------------ | ---------- | ---------- | --------------- | --------------- | --------------- | ------------------ | ------------------ | ------------------ | ----------- | ----------- | ----------- | ------ | ------ |
| 2020-2021          | Châteauroux        | L2                 | 12         | 2          | CF              | 1               | 0               | -                  | -                  | -                  | -           | -           | -           | 13     | 2      |
| 2021-2022          | Châteauroux        | CN                 | 16         | 3          | CF              | 0               | 0               | -                  | -                  | -                  | -           | -           | -           | 16     | 3      |
| ago.-set. 2022     | Châteauroux        | CN                 | 3          | 0          | CF              | 0               | 0               | -                  | -                  | -                  | -           | -           | -           | 3      | 0      |
| Totale Chateauroux | Totale Chateauroux | Totale Chateauroux | 31         | 5          |                 | 1               | 0               |                    | -                  | -                  |             | -           | -           | 32     | 5      |
| set. 2022-2023     | Lorient            | L1                 | 5          | 0          | CF              | 3               | 0               | -                  | -                  | -                  | -           | -           | -           | 8      | 0      |
| Totale carriera    | Totale carriera    | Totale carriera    | 36         | 5          |                 | 4               | 0               |                    | -                  | -                  |             | -           | -           | 40     | 5      |